# فيكرز أرمسترونغس
فيكرز أرمسترونغس (بالإنجليزية: Vickers-Armstrongs)‏ هي تكتل هندسي بريطاني، يقع مقرها في لندن، وتأسست في 1927. شكلت بعد اندماج أصول شركة فيكرز المحدودة وشركة ارمسترونغ ويتوورث في عام 1927. تم تأميم غالبية الشركة في الستينات والسبعينات، والباقي تم تحويلة إلي فيكرز بي إل سي في عام 1977.